# Большое Займище (Ярославская область)
Большое Займище — деревня в Погорельском сельском округе Глебовского сельского поселения Рыбинского района Ярославской области.
Деревня расположена в северной части Глебовского сельского поселения, на автомобильной дороге из центра сельского поселения Глебово на Ларионово, между деревнями Стригино, расположенной на расстоянии около 1 км в сторону Ларионово, и деревней Большое Сёмино, расположенной на таком же расстоянии в сторону Глебово. На запад от Большого Займища на расстоянии 1 км на берегу Волги (Рыбинское водохранилище) стоит деревня Починок.
Деревня Большое Займище указана на плане Генерального межевания Рыбинского уезда 1792 года.
В деревне имеется сибирский кедр, включенный в перечень особо охраняемых природных объектов.
На 1 января 2007 года в деревне числилось 8 постоянных жителей. Почтовое отделение в селе Погорелка, обслуживает в деревне Большое Займище 32 (тридцать два) дома, названий улиц нет.